# パブロ・デ・ブラシス
パブロ・エセキエル・デ・ブラシス（Pablo Ezequiel de Blasis, 1988年2月4日 - ）は、アルゼンチン・ラ・プラタ出身のプロサッカー選手。プリメーラ・ディビシオン・ヒムナシア・ラ・プラタ所属。ポジションはMF。

## 経歴
地元クラブのヒムナシア・ラ・プラタの下部組織出身。2008年5月、CAベレス・サルスフィエルド戦でトップチームデビュー。2010年1月、2部のフェロカリル・オエステに1年間レンタル移籍。ここで15試合で5アシストとチームチップのアシストを挙げる。翌年、2部に降格したヒムナシアに復帰。シーズンを通じレギュラーとしてプレーした。
2012年7月、ギリシャ・スーパーリーグのアステラス・トリポリスFCにフリーで加入。
2014年8月、1.FSVマインツ05に移籍。契約は2017年6月までの3年で移籍金は100万ユーロ。
2018年8月、SDエイバルに移籍。
2021年1月15日、FCカルタヘナに移籍した。